# Новицький Геннадій Васильович
Генна́дій Васи́льович Нови́цький (нар. 2 січня 1949, Могильов) — білоруський державний діяч, прем'єр-міністр Білорусі (2000–2003), голова Ради Республіки Національних зборів Білорусі (2003–2008).

## Біографія
1971 року закінчив Білоруський політехнічний інститут, інженер-будівельник. 1988 року закінчив Академію суспільних наук при ЦК КПРС.
Трудову діяльність розпочав 1971 року майстром могильовського будівельного тресту № 12, потім працював начальником ділянки, головним інженером. З 1977 року перейшов на партійну роботу, займав низку керівних постів у партійних, радянських органах влади.
Під час виборчої кампанії 1994 року, будучи головою правління Могильовського облсільбуду, Новицький збирав підписи за Лукашенка. 1 жовтня 2001 року указом президента № 559 призначений виконувачем обов'язків Прем'єр-міністра Республіки Білорусь (на місце Володимира Єрмошина).
10 жовтня 2001 року указом президента № 572 за згоди Палати представників білоруського парламенту призначений Прем'єр-міністром Республіки Білорусь. 10 липня 2003 року указом президента № 303 звільнений від посади прем'єр-міністра.
28 липня 2003 року сесією Ради Республіки одностайно обраний головою Ради Республіки. У цій посаді перебував до 31 жовтня 2008 року. На даний момент Геннадій Новицький — голова постійної комісії з регіональної політики й місцевого самоврядування Ради Республіки четвертого скликання, обраний від Могильовської області, член комісії Парламентських Зборів Союзу Білорусі та Росії з економічної політики, член Контрольно-бюджетної комісії міжпарламентської асамблеї держав-учасниць СНД, член постійної комісії міжпарламентської асамблеї ЄврАзЕС, керівник делегації Національних зборів Білорусі зі здійснення контактів з Парламентською асамблеєю Чорноморського економічного співробітництва.
Одружений. Має двох синів.